# Metusalem

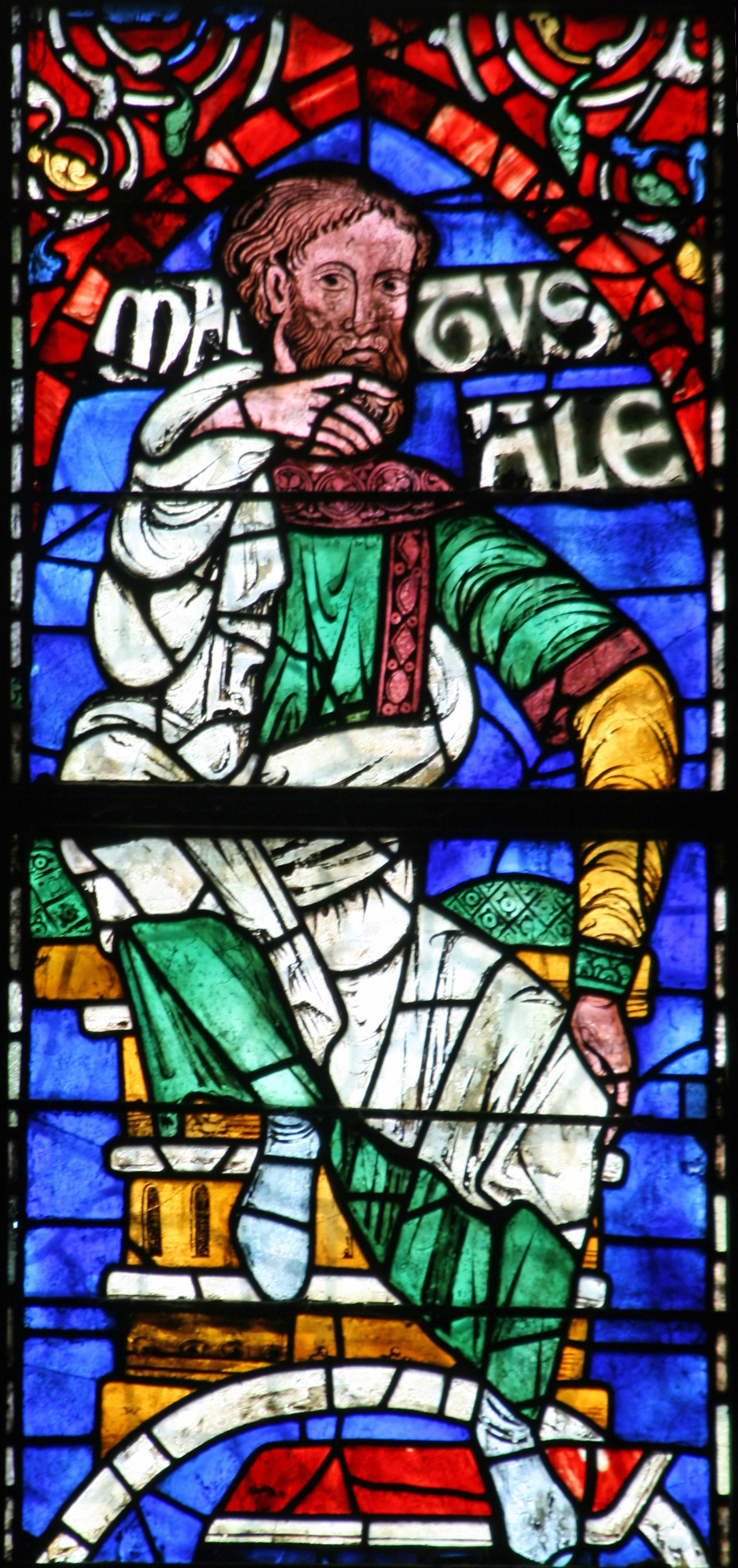
Matusalem - gebrandschilderd raam in de kathedraal van Canterbury

Metusalem, Matusalem, Metusalach of Metuselach (Hebreeuws: מתושלח, Metoeshelach, "speerwerper" of "dood van het zwaard") werd volgens de Hebreeuwse Bijbel 969 jaar oud en was een voorvader van Noach en daarmee van alle na hem levende mensen.
Het Nederlandse gezegde "Zo oud als Metusalem" is een verwijzing naar deze Metusalem. Daarmee bedoelt men iemand die heel oud is.

## Hebreeuwse Bijbel
Metusalem was de zoon van Henoch, die Metusalem op zijn 65e verwekte en werd "weggenomen" toen hij 365 jaar was. Metusalem was op zijn beurt de vader van Lamech, die hij op zijn 187e kreeg. Lamech werd volgens dezelfde traditie 777 jaar oud (Genesis 5:21-26).
Volgens de Septuagint, de Griekse vertaling van de Hebreeuwse Bijbel, werd Metusalem 'slechts' 782 jaar oud, waarmee Adam met 930 jaar de oudste zou zijn. Volgens de Tenach zijn die 782 jaren echter Metusalems levensjaren na de geboorte van zijn zoon Lamech, waarmee men de volgende generatie van de mensheid zou hebben willen aanduiden.

## Joodse literatuur
In het pseudepigrafische boek 1 Henoch 66-73 wordt vermeld dat na het "wegnemen" van Henoch er, gevoed door zijn leringen, een priesterlijke offercultus ontstond in de plaats Achuzan (een vroege aanduiding van de Tempelberg in het latere Jeruzalem). Metusalem en zijn neef Nir waren hiervan de eerste vertegenwoordigers).
Volgens 2 Henoch 70:4 was Nir de tweede zoon van Lamech en jongere broer van Noach. Hij volgde zijn grootvader Metusalem op als priester en werd daarmee de tweede priester van JHWH.
Volgens de Midrasj - geciteerd door Peirush HaRokeach, Sifsei Kohen en anderen - had Metusalem een zwaard met daarin gegraveerd de onuitsprekelijke naam van God. Met dit zwaard doodde hij in een klap 98.000 demonen. Toen hij stierf werd zijn zwaard met hem begraven, al zijn er ook tradities, zoals die van Imrei Noam en Zera Beirech, die vertellen dat dit zwaard uiteindelijk in bezit kwam van Abraham.

## Koran
Volgens de Koran was Metusalem de zoon van de profeet Idris.